# Ректюм (Нідерланди)
Ректюм (нід. Rectum) — селище в нідерландській провінції Оверейсел. Входить до муніципалітету Вірден.
Його площа становить 5,80 км², а населення станом на 2021 рік складало 355 осіб.

## Галерея

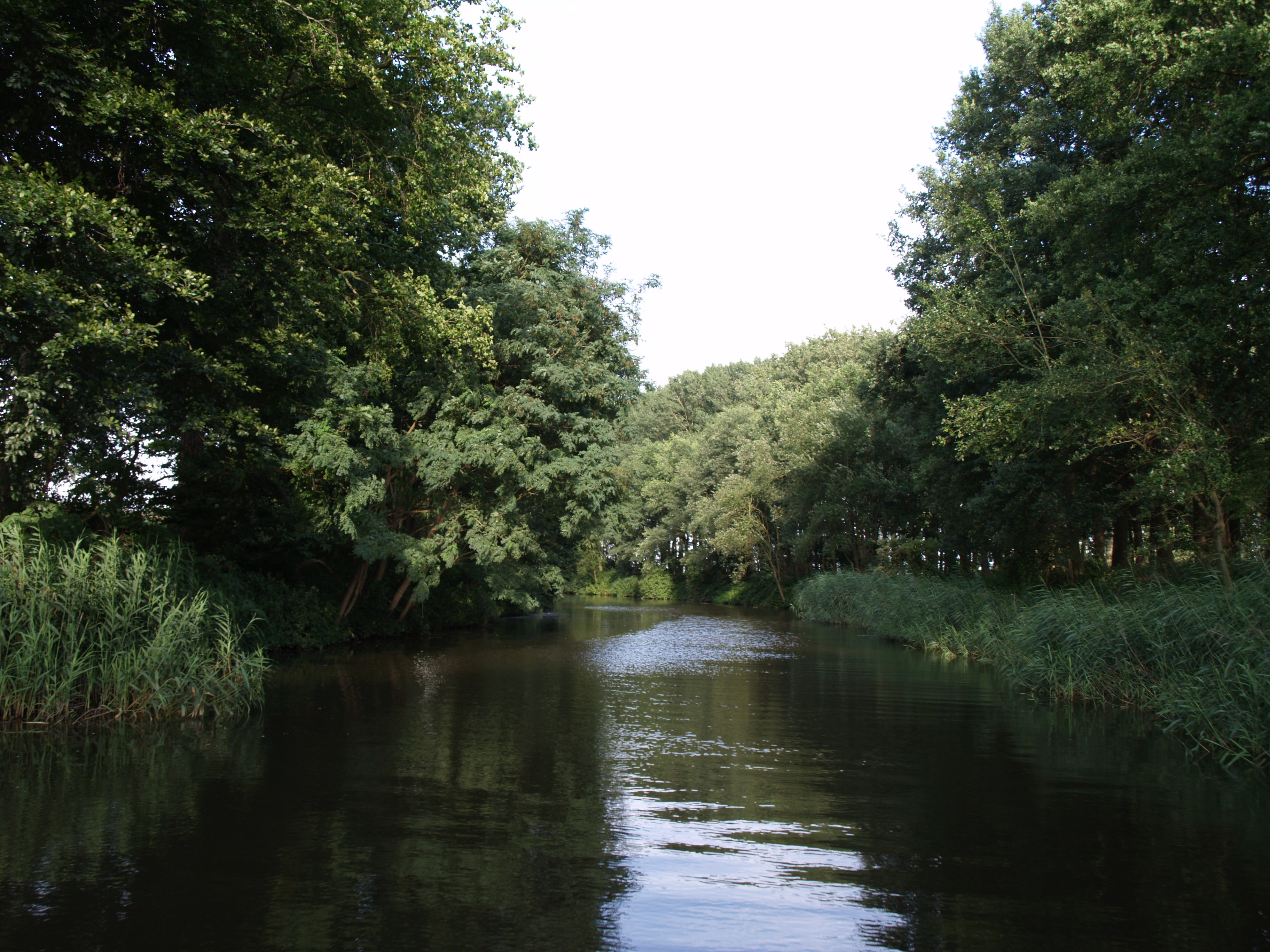
Течія річки Регге у селищі